# Jacques Delors
Jacques Lucien Jean Delors GCC • GCIH (Paris, 20 de julho de 1925 – Paris, 27 de dezembro de 2023) foi um político europeu de nacionalidade francesa, tendo sido presidente da Comissão Europeia entre 1985 e 1995.

## Biografia
De origem humilde, Delors foi funcionário do Banco de França em 1945, após a Segunda Guerra Mundial e estudou economia na Sorbonne.
É pai de Martine Aubry, eleita em 2008, primeira secretária do Partido Socialista Francês.
Foi autor e organizador do relatório para a UNESCO da Comissão Internacional sobre Educação para o século XXI, intitulado: Educação, um Tesouro a descobrir (1996), em que se exploram os Quatro Pilares da Educação.
A 16 de Maio de 1986 foi agraciado com a Grã-Cruz da Ordem Militar de Nosso Senhor Jesus Cristo e a 31 de Outubro de 1987 com a Grã-Cruz da Ordem do Infante D. Henrique.
Em 1988/1989 recebeu o Doutoramento Honoris Causa pela Universidade Nova de Lisboa.

## Percurso político
- 1969, o Primeiro-ministro francês Jacques Chaban-Delmas inclui Delors no seu gabinete.
- 1974, Delors filia-se no Partido Socialista Francês.
- 1981, nomeado ministro da Economia e Finanças de França.
- 1985, Janeiro, assume a Presidência da Comissão Europeia (CE), graças ao apoio de François Mitterrand e Helmut Kohl.
- 1989, Delors é galardoado com o Prémio Príncipe das Astúrias de Cooperação Internacional.
- 1993, em 1 de Novembro, entra em vigor o Tratado de Maastricht, que supõe a criação da União Europeia (UE). Delors tinha trabalhado decididamente no projecto.
- 1995, Janeiro, termina o período como presidente da CE. É o ex-presidente que mais tempo permaneceu em funções. Nesse mesmo ano declina apresentar-se como candidato à presidência de França, em parte para não interferir na carreira política da sua filha Martine Aubry.